# Marmo Primavera
Marmo Primavera è il nome commerciale di un calcare micritico compatto (puro) dal colore beige, marrone o rosato. Il marmo Primavera, conosciuto anche come "Breccia Primavera" viene estratto nelle cave di Nuvolera in provincia di Brescia, presso il Monte Bolle.

## Origine geologica
Le cave del Monte Bolle fanno parte del giacimento di pietra calcarea a est di Brescia, che si formò nei periodi Giurassico e Cretacico tra 190 e 70 milioni di anni fa, quando ebbe luogo la sedimentazione, cementazione e ricristallizzazione di fanghi calcarei in un "mare lagunare" di età mesozoica. I numerosi fossili che oggi costituiscono una caratteristica peculiare di questo marmo sono testimonianza della presenza di numerosi organismi, attratti dal clima tropicale della zona.

## Dati tecnici
Il marmo Primavera è caratterizzato da bassi valori di assorbimento e porosità e da un'estrema compattezza, migliore anche a quella del Marmo Botticino, estratto nelle cave limitrofe. Le eccezionali doti strutturali, unite alle ottime caratteristiche meccaniche quali la resistenza alla compressione, alla flessione e all'usura rendono questo marmo perfettamente idoneo anche per applicazioni in ambienti esterni. L'apprezzabile colorazione di questo marmo unita alle peculiari venature, rendono questo marmo unico e pregiato.

## Le tipologie commerciali

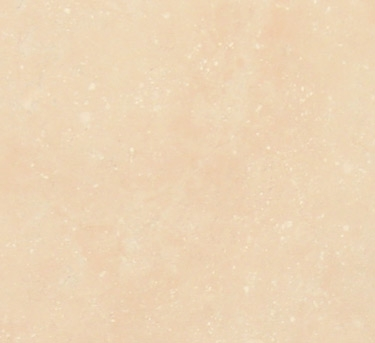
Marmo Primavera Rosata

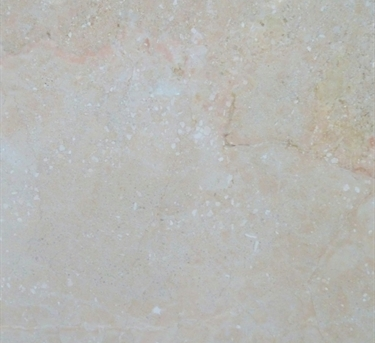
Marmo Primavera Viva

Il marmo Primavera è commercialmente distinto in tre sottocategorie, che si distinguono per peculiari caratteristiche cromatiche.

### Marmo Primavera Venata
Il Marmo Primavera Venata è ottenuta dal taglio dei blocchi nel senso della venatura e si caratterizza per un colore beige scuro-marrone frastagliato. Proprio per la presenza di numerose venature, questo marmo viene alle volte chiamato anche "Breccia Primavera". La colorazione marrone dello sfondo è talvolta arricchita da dettagli bianchi e verdi, che differenziano ogni lastra. 

### Marmo Primavera Rosata
Il marmo Primavera Rosata, si distingue dalle altre tipologie per il suo colore chiaro leggermente rosato, oltre che per l'assenza delle pesanti venature marroni che caratterizzano la precedente tipologia. Nonostante il colore più delicato, anche la Primavera Rosata mantiene le ottime doti di durezza e compattezza . È un marmo spesso usato in abbinamento con altri marmi dai colori più vivaci o scuri.

### Marmo Primavera Viva
Il Marmo Primavera Viva si colloca a metà strada tra le due precedenti tipologie. Presenta infatti delle venature similmente alla Primavera Venata, ma ha un colore di fondo più intenso e vivace, da qui il suo nome "Viva". La sua colorazione unica ne permette un utilizzo, da parte degli architetti, per una grande varietà di applicazioni.

## Storia
Le cave di marmo Primavera fanno parte del vasto bacino estrattivo che si sviluppa ad Est di Brescia, noto come Comprensorio del Botticino, il quale viene sfruttato da oltre duemila anni. Nei secoli passati, a partire dall'epoca romana e longobarda, la grande quantità di marmo nella zona ha favorito lo sviluppo di una consistente tradizione epigrafica, oltre allo sviluppo delle attività di estrazione e lavorazione del marmo. 
Ad oggi, il marmo Primavera è estratto in un'unica cava, conosciuta come Cava Bolla, che sorge proprio ai piedi dell'omonimo Monte Bolle. Secondi le fonti storiche, questa cava era già coltivata nella metà del XIX secolo. L'estrazione intensiva del marmo Primavera crebbe nel corso del XX secolo di pari passo con l'avanzamento tecnologico, che permise di sostituire il lavoro delle macchine da cava al lavoro manuale dell'uomo, con immensi miglioramenti di produttività e sicurezza sul luogo di lavoro. Parallelamente alla crescita della produzione, crebbe anche la popolarità di questo marmo, che oggi viene in gran parte esportato ed ha acquisito una fama mondiale.